# Wild Life
Wild Life es el primer álbum de estudio de la banda de rock Wings, publicado por Apple Records el 7 de diciembre de 1971. El álbum supuso el tercer trabajo discográfico de Paul McCartney tras la separación de The Beatles, después de su álbum debut, McCartney, y del lanzamiento de Ram, un disco acreditado junto a su esposa, Linda McCartney. Tras dos años de carrera en solitario, McCartney decidió volver a formar una banda y fundó Wings junto a Linda y a Denny Seiwell y Denny Laine.

## Historia
Tras la grabación y publicación de Ram unos meses antes, McCartney aprovechó las canciones descartadas para entrar de nuevo en el estudio de grabación. En agosto de 1971, McCartney formó un grupo bajo el nombre de Wings, integrado por el batería Denny Seiwell, que colaboró con McCartney en la grabación de Ram, y el líder de Moody Blues, Denny Laine. El grupo también contó con la colaboración de Linda.
Con el grupo recién formado, McCartney grabó el nuevo material en poco más de una semana, con la idea de un sonido rústico e instantáneo para capturar la vitalidad y la frescura de una grabación de estudio en directo, tomando como inspiración el calendario de grabación que Bob Dylan solía usar en el estudio. Bajo esta directriz, McCartney usó la primera toma de cinco canciones publicadas en Wild Life. 
Los ensayos de Wild Life tuvieron lugar en Rude Studio, un estudio de grabación propiedad de McCartney en Escocia, y en el que Paul y Linda grabaron con frecuencia demos de canciones que aparecieron años después en una gran variedad de trabajos de McCartney. Tras los ensayos, la banda se trasladó a los Abbey Road Studios con Tony Clarke como ingeniero de grabación. El nombre del ingeniero puede oírse al comienzo de la canción «Mumbo», donde Paul dice: «Take it, Tony».
McCartney figura como voz principal en todas las canciones de Wild Life salvo en «I Am Your Singer» y «Some People Never Know», donde comparte voz con Linda, usando al resto de Wings como banda de respaldo. A partir de la grabación de su álbum sucesor, Red Rose Speedway, otros miembros de Wings como Denny Laine pasaron a tener un papel más relevante como vocalista de algunos temas.
La única canción procedente de las sesiones de grabación de Ram, «Dear Friend», era un intento de reconciliación con John Lennon tras las críticas vertidas por McCartney en Ram y la contestación de Lennon a través de la canción «How Do You Sleep?» en su álbum de 1971 Imagine. El crítico musical Ian McDonald usó la canción «Dear Friend» como un argumento en contra de la caricaturización de McCartney como un personaje emocionalmente ligero.
Wild Life también incluye una versión de la canción «Love Is Strange», grabada en 1956 por el dueto de Mickey & Sylvia y versionada por la afición de Linda McCartney a la música reggae.

## Recepción
Wild Life fue publicado el 7 de diciembre de 1971, después de celebrar una fiesta para anunciar la creación de su nuevo grupo. La publicación del álbum fue seguida con reacciones poco entusiastas por parte de la crítica musical. 
John Mendelsohn se preguntó en una crítica para la revista musical Rolling Stone si el disco era «deliberadamente de segunda categoría». Por su parte, Roy Carr y Tony Tyler definieron el álbum como «precipitado, defensivo, a destiempo y sobrepublicitado», y escribieron que la calidad de la composición de McCartney estaba «en su punto más bajo justo cuando necesitaba un poco de respeto».
No obstante, Wild Life fue un nuevo éxito comercial para McCartney y alcanzó el puesto 11 en las listas de éxitos británicas y el puesto 10 en la lista estadounidense Billboard 200.
La publicación de Wild Life fue seguida a los pocos meses del primer sencillo de Wings, «Give Ireland Back to the Irish», que vio la luz en febrero de 1972. La canción, compuesta tras el Domingo Sangriento del 30 de enero de 1972, ofreció una visión crítica del conflicto de Irlanda del Norte y censuró la violencia de las tropas británicas tras asesinar a 13 civiles, por lo que su difusión fue prohibida en Gran Bretaña por la BBC. La canción, que a pesar de la censura alcanzó el puesto 16 en las listas británicas, consiguió el primer puesto en la lista de sencillos de Irlanda y España.

## Reedición
En 1993, Wild Life fue remasterizado y reeditado en CD como parte de la serie The Paul McCartney Collection, con los sencillos «Give Ireland Back to the Irish» y «Mary Had A Little Lamb», así como sus respectivas caras B, «Little Woman Love» y «Mamma's Little Girl», como bonus tracks. Con la excepción de «Little Woman Love», un descarte de las sesiones de Ram, las tres canciones fueron grabadas en 1972. 
Una versión de «Bip Bop» grabada en el jardín de la casa de McCartney en Escocia en torno a junio de 1971, que incluye a Mary, hija de Paul y Linda, riendo de fondo, fue publicada en el recopilatorio de 2001 Wingspan: Hits and History.

## Lista de canciones
Todas las canciones escritas y compuestas por Paul y Linda McCartney excepto donde se anota. 
| Cara A |                   |                                            |          |  |
| N.º    | Título            | Escritor(es)                               | Duración |  |
| 1.     | «Mumbo»           |                                            | 3:53     |  |
| 2.     | «Bip Bop»         |                                            | 4:09     |  |
| 3.     | «Love Is Strange» | Mickey Baker, Sylvia Robinson, Ethel Smith | 4:49     |  |
| 4.     | «Wild Life»       |                                            | 6:39     |  |

| Cara B |                          |          |  |
| N.º    | Título                   | Duración |  |
| 5.     | «Some People Never Know» | 6:36     |  |
| 6.     | «I Am Your Singer»       | 2:13     |  |
| 7.     | «Tomorrow»               | 3:23     |  |
| 8.     | «Dear Friend»            | 5:46     |  |

| Temas extra (reedición de The Paul McCartney Collection) |                                                                          |                |          |  |
| N.º                                                      | Título                                                                   | Escritor(es)   | Duración |  |
| 11.                                                      | «Give Ireland Back to the Irish»                                         |                | 3:48     |  |
| 12.                                                      | «Mary Had A Little Lamb»                                                 |                | 4:53     |  |
| 13.                                                      | «Little Woman Love» (Cara B del sencillo «Mary Had A Little Lamb»)       |                | 4:30     |  |
| 14.                                                      | «Mama's Little Girl» (Publicado como cara B del sencillo «Put It There») | Paul McCartney | 5:11     |  |

## Personal
- Paul McCartney: voz, bajo, guitarras, piano y percusión
- Linda McCartney: teclados, piano, percusión y coros.
- Denny Laine: guitarras, bajo, percusión, teclados y coros
- Denny Seiwell: batería y percusión

## Posición en listas
| País           | Lista                     | Posición |
| -------------- | ------------------------- | -------- |
| Australia      | ARIA Albums Chart         | 3        |
| Canadá         | RPM Albums Chart          | 5        |
| España         | Spanish Albums Chart      | 2        |
| Estados Unidos | Billboard 200             | 10       |
| Estados Unidos | Cashbox Albums Chart      | 6        |
| Estados Unidos | Record World Albums Chart | 9        |
| Italia         | Italian Albums Chart      | 25       |
| Japón          | Oricon LP Chart           | 15       |
| Noruega        | Norwegian Top 40 Albums   | 4        |
| Países Bajos   | Mega Albums Top 100       | 6        |
| Reino Unido    | UK Albums Chart           | 11       |
| Suecia         | Swedish Albums Chart      | 3        |

## Certificaciones
| Fecha               | País           | Organismo certificador | Certificación | Ventas certificadas |
| ------------------- | -------------- | ---------------------- | ------------- | ------------------- |
| 13 de enero de 1972 | Estados Unidos | RIAA                   | Oro           | 500 000             |
| 5 de enero de 1976  | Canadá         | CRIA                   | Oro           | 50 000              |